# Flatonia, Texas
Flatonia là một thị trấn thuộc quận Fayette, tiểu bang Texas, Hoa Kỳ. Năm 2010, dân số của thị trấn này là 1383 người.

## Dân số
- Dân số năm 2000: 1377 người.
- Dân số năm 2010: 1383 người.